# Carlo Ghirlanda Silva
Carlo Ghirlanda Silva (Milano, 22 aprile 1825 – Milano, 29 gennaio 1903) è stato un patriota italiano.

## Biografia
Carlo Ghirlanda nasce nel 1825 a Milano, in contrada di S. Damiano 282, figlio quartogenito del conte Gerolamo (1789-1851) e della contessa Giuseppina Borri (1802-1874). Era discendente dell'architetto paesaggista Ercole Silva.

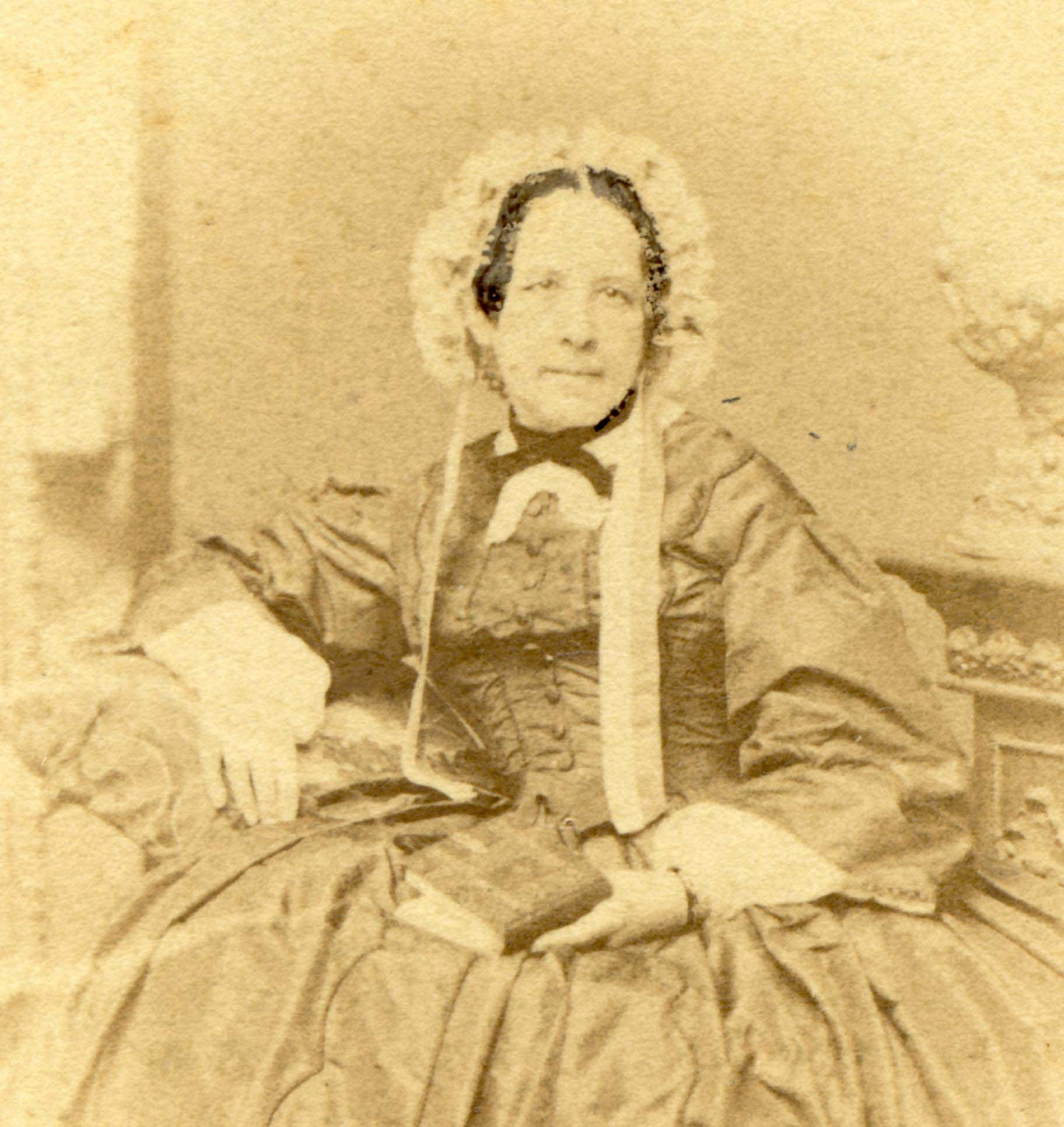
Giuseppina Ghirlanda Silva Borri nel 1873

Si laurea a Pavia in Giurisprudenza e diventa avvocato. In seguito, nel marzo del 1848, partecipò alle cinque giornate di Milano e il 1º aprile fu nominato da Pompeo Litta, aiutante di stato maggiore della guardia civica allora costituita, in sostituzione di Emanuele Borromeo passato ad altro servizio. Con il ritorno degli austriaci nell'estate del 1848 seguì il Duca di Genova (1822-1855, fratello minore di Vittorio Emanuele II) in Piemonte.
Con la ripresa delle ostilità del 1849, seguì con altri 150 volontari, Gabriele Camozzi, incaricato dal governo piemontese di sollevare le popolazioni di Lombardia.
Finita la prima guerra d’indipendenza tornò a Milano.
Alla morte del padre, avvenuta nel 1851, eredita la villa di Cinisello con il giardino e tutte le pertinenze, come volontà del prozio Ercole Silva che lo cita espressamente nel testamento sottoscritto il 18 maggio 1840. Prende così cura della villa e del parco, occupandosi personalmente degli interventi di aggiornamento secondo la moda del tempo. Si avvale dell'opera di Luigi Scrosati, pittore e decoratore e fa affrescare l'attico con motivi floreali oggi scomparsi.
Fa decorare le finestre con cornici in cotto, secondo i gusti del tempo da Giovanni Battista Boni che gestiva un laboratorio vicino a Porta Comasina (Garibaldi) a Milano.
Oltre a qualche modifica nella viabilità del parco, fa costruire uno chalet svizzero su un preesistente tempietto della fortuna Avita e un lodge scozzese ove prima esistevano i resti di un tempio di Giano.
Durante tutti questi lavori (che furono portati a termine nel 1855), nel gennaio del 1853 fu iscritto tra i soci promotori della Cassa di Incoraggiamento di Arti e Mestieri, e subito imprigionato per sospetto di cospirazione nella fallita insurrezione popolare ispirata da Mazzini.
Grazie all'intervento materno fu liberato quasi subito e il 28 giugno dello stesso anno fu ammesso come socio accademico dei Filodrammatici di Milano, che insieme agli obblighi del regolamento gli dava diritto ad un posto fisso numerato delle sedie del teatro.
Nel 1854 s'iscrisse alla Compagnia di Carità.
Nel 1857 è aggregato al numero dei soci della società d'incoraggiamento di scienze, lettere e arti e anche fu tra i promotori della Società di mutuo soccorso per i danni della grandine all'agricoltura delle provincie lombarde.
Dal 1858 al 1860 fu consigliere comunale di Milano, come lo fu di Monza e Varese.
Nel 1859 con la liberazione di Milano I, fu sottotenente colonnello del Comando Superiore della guardia nazionale, organizzò la milizia cittadina e nel 1862 ricevette l'ordine mauriziano.
Nel 1865 ottenne la medaglia commemorativa per la campagna d'indipendenza d'Italia e per la guerra del 1848.
Nel 1868 fu nominato Cavaliere da Vittorio Emanuele II e nel 1870 ottenne dal re l'aggiunta al suo cognome quello della famiglia Silva.
Nel 1883 ottiene un'altra medaglia per la sua partecipazione all'unità d'Italia e nel 1884, Umberto I lo nomina Cavaliere di giustizia dell'Ordine gerosolimitano di Malta.
Tra i molti altri riconoscimenti è iscritto alla Società di mutuo Soccorso per i reduci delle patrie battaglie, presieduta da S.M. Umberto I (1887).
La sua morte avviene il 29 gennaio 1903 lasciando suo erede il nipote Don Alessandro Trecchi, figlio di Massimiliano e Teresa Ghirlanda.
La sua salma fu trasportata al cimitero di Cinisello Balsamo nella tomba di famiglia.
Con lui si estingue il ramo della famiglia Ghirlanda Silva.